# Guido Dorna
Guido Dorna (* 14. Januar 1884 in Vigo Rendena; † 16. Juli 1957) war ein italienischer Politiker. 1948 wurde er als Vertreter des Partito Socialista dei Lavoratori Italiani in den Regionalrat Trentino-Südtirol und damit gleichzeitig in den Südtiroler Landtag gewählt, denen er bis 1952 angehörte. Im Kabinett Erckert I diente er in diesem Zeitraum als Mitglied der Südtiroler Landesregierung, wo er die Kompetenzen für Urbanistik und Volkswohnbau sowie Binnenhäfen wahrnahm.